# Государственный совет ПНР

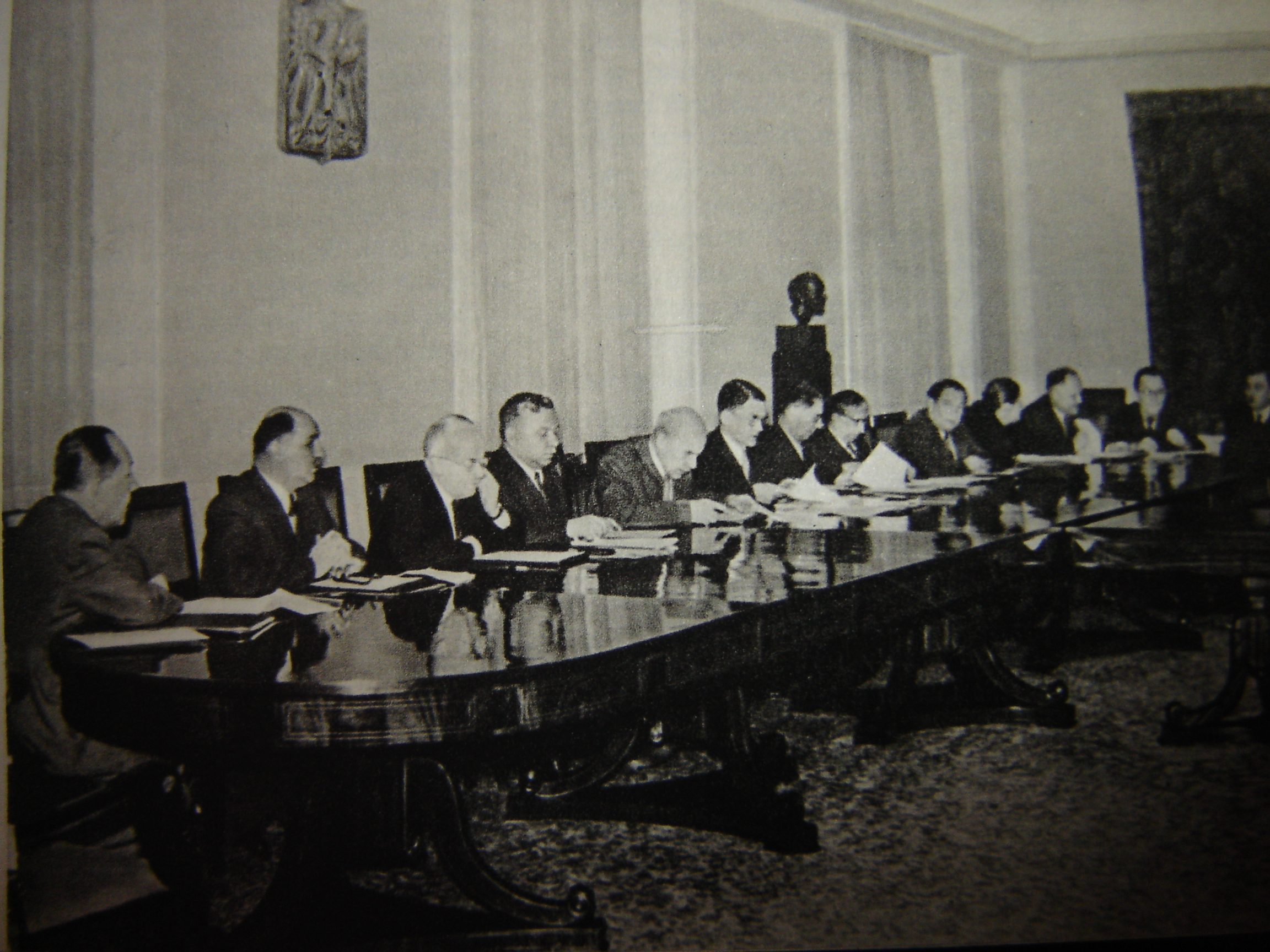
Заседание Государственного совета. Фото 1960-х годов

Государственный Совет Польской Народной Республики (пол. Rada Państwa Polskiej Rzeczypospolitej Ludowej; в 1947—1952 годах носил название Государственный Совет Польской Республики, пол. Rada Państwa Rzeczypospolitej Polskiej) — орган государственной власти Польши, существовавший в 1947—1989 годах и выполнявший в 1952—1989 годах функции коллективного главы государства.
Государственный совет был создан Малой Конституцией 1947 года, придя на смену Крайовой Раде Народовой. Первоначально состоял из Президента Республики Польша (председателя Госсовета ex officio), Маршала и вице-маршалов Сейма, председателя Верховной палаты контроля и ряда других членов. Государственный Совет имел право утверждать постановления Совета Министров и Сейма, осуществлять контроль над местными национальными советами, утверждать законы, касающихся бюджета и призыва на военную службу, объявлять чрезвычайное и военное положение.
В соответствии с Конституции Польской Народной Республики 1952 года, должность Президента упразднялась, а Государственный Совет получил полномочия коллективного главы государства. Статья 29 Конституции ПНР устанавливала, что Госсовет должен состоять из семнадцати человек: Председателя, четырёх заместителей Председателя, секретаря и ряда членов. Он обладал следующими полномочиями:
- созыв и назначении выборов в Сейм;
- издание указов, имеющих силу закона в период между сессиями Сейма (позже Сейм должен был утвердить эти указы);
- право законодательной инициативы;
- право комментирования законов;
- ратификация и денонсация международных договоров;
- назначение на должность послов и представителей Польши при международных организациях;
- установление наград и званий;
- право помилования[4].

Выборы Госсовета проводились Сеймом на его первом, после очередных выборов, заседании; члены Госсовета избирались из числа депутатов Сейма. Большинство членов Госсовета были членами Польской объединённой рабочей партии, хотя изредка в Госсовет включали и беспартийных.
Несмотря на то, что официально главой государства в ПНР считался весь Госсовет, фактически полномочия главы государства исполнял его Председатель, который и воспринимался в таком качестве при нанесении государственных визитов за границу. В связи с этим, Председателя Госсовета ПНР за рубежом часто именовали президентом Польши.
Государственный совет ПНР был упразднён 19 июля 1989 года в результате принятия поправок к Конституции ПНР. Эти поправки передали полномочия Госсовета в ведение Президента ПНР, которым был избран последний председатель Госсовета Войцех Ярузельский.

## Список председателей Государственного Совета
- Александр Завадский (1952—1964);
- Эдвард Охаб, Станислав Кульчинский, Оскар Ланге, Болеслав Подедворный (исполняющие обязанности, 7-12 августа, 1964);
- Эдвард Охаб (1964—1968);
- Мариан Спыхальский (1968—1970);
- Юзеф Циранкевич (1970—1972);
- Генрик Яблоньский (1972—1985);
- Войцех Ярузельский (1985—1989)